# Hemmerleinhalle

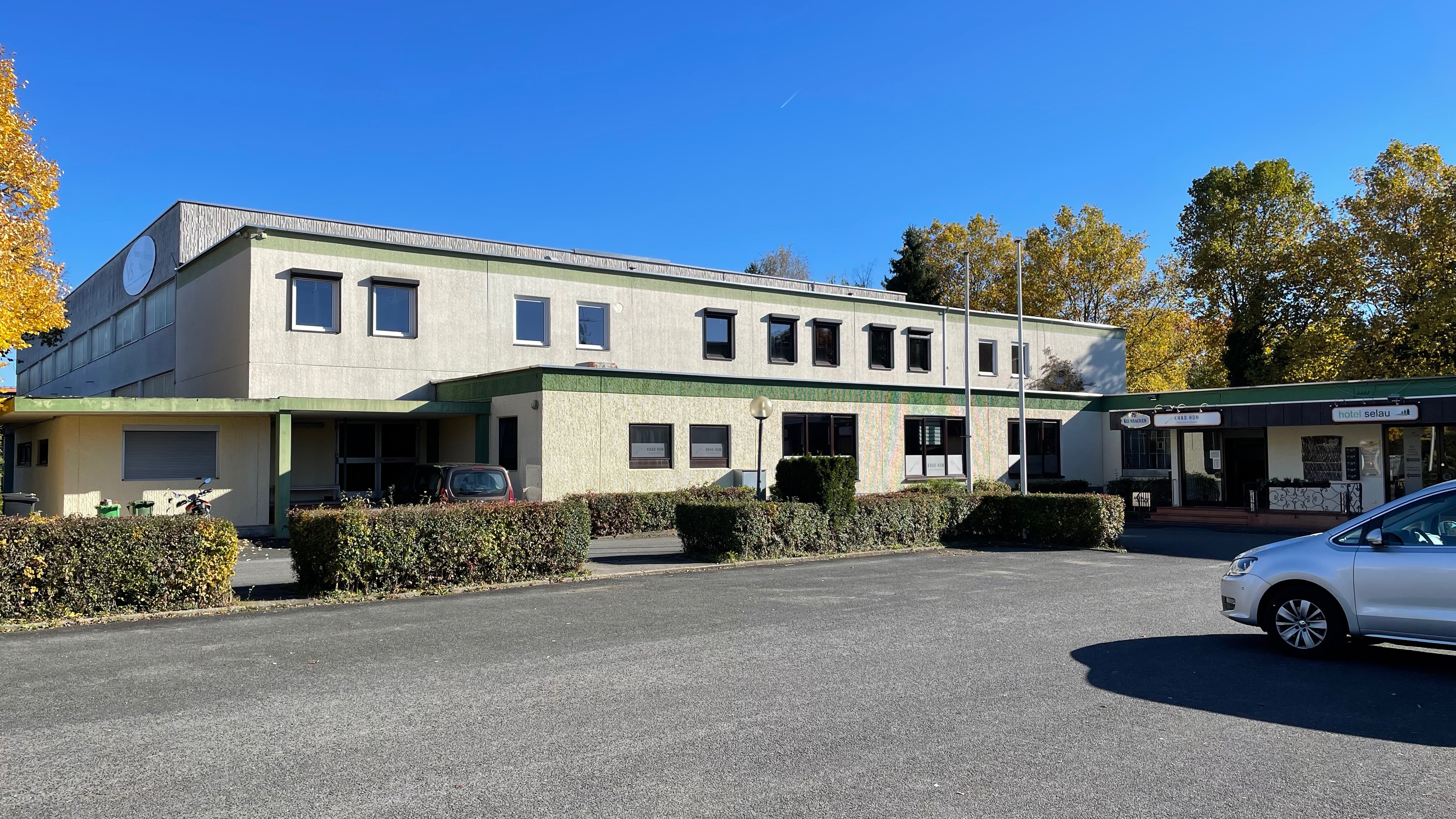
Ehemalige Hemmerleinhalle 2021

Die Hemmerleinhalle ist eine ehemalige Konzerthalle im oberfränkischen Neunkirchen am Brand.

## Geschichte
Die Hemmerleinhalle wurde 1973 als Mehrzweckhalle errichtet und fasste bis zu 3500 Zuschauer. Ihren Namen erhielt sie zu Ehren des Neunkirchener Altbürgermeisters Georg Hemmerlein. Ab 1977 fanden dort regelmäßig Konzerte internationaler Musikgrößen statt. Der Veranstalter Rainer Hänsel wollte ursprünglich in Nürnberg tätig sein, empfand aber die dortigen Hallen als zu teuer. Er wurde in der Marktgemeinde Neunkirchen am Brand fündig, etwa 20 Kilometer nördlich von Nürnberg. Trotzdem hieß es auf manchen Plakaten „Hemmerleinhalle Nürnberg, Germany“.
In Anspielung auf die in den 1980er Jahren dort häufig gebuchten Heavy-Metal-Acts und deren Fachorgan Metal Hammer als Periodikum wurde der Spielort auch, phonetisch ähnlich „be hammerd“ und Hemmerlein einbeziehend, als „Behämmertenhalle“ bezeichnet.

## Konzerte
| Datum              | Gruppe                                                        | Tour                                  | Guest                                                                                                | Bemerkung |
| ------------------ | ------------------------------------------------------------- | ------------------------------------- | --- | --- |
| 4. August 1975     | The Les Humphries Singers                                     |                                       | | |
| 1976               | 1? Summership Festival                                        |                                       | Budgie, Osibisa, Omega, Scorpions, Amon Düül II, Jailbird,                                           | Einige Gruppen traten nicht auf. |
| 31. Januar 1977    | Manfred Mann’s Earth Band                                     |                                       | Racing_Cars                                                                                          | Ursprünglich sollte das Konzert am 23. Januar stattfinden. Da dieser Tag aber ein Sonntag war und damals das Sonntagsfahrverbot galt, musste es verschoben werden. |
| 20. März 1977      | Uriah Heep                                                    | Firefly                               | | |
| 6. April 1977      | Bad Company                                                   | Burnin Sky                            | | |
| 28. Oktober 1977   | Bob Seger & Silver Bullet Band                                |                                       | | |
| 25. Januar 1978    | Uriah Heep                                                    | Innocent Victim                       | | |
| 20. Februar 1978   | Udo Lindenberg                                                | Panische Nächte                       | | |
| 24. Februar 1978   | Status Quo                                                    | Rockin' All Over the World Tour       | | |
| 25. Februar 1978   | Frank Zappa & The Mothers of Invention                        | European Tour 78                      | | 2 Konzerte in Folge 19:00/22:00 Uhr; (Auszug des Livemitschnittes siehe Weblinks)                                                                                  |
| 24. April 1978     | Lake                                                          | LAKE II                               | Chi Coltrane                                                                                         | |
| 1. Mai 1978        | The Commodores                                                |                                       | | |
| 14. Mai 1978       | Blue Öyster Cult                                              | Spectres                              | Johnny Cougar                                                                                        | Lasershow |
| 7. September 1978  | Patti Smith Group                                             | Easter                                | | |
| 5. Oktober 1978    | Meat Loaf                                                     | Bat Out Of Hell                       | | |
| 7. Oktober 1978    | Rory Gallagher                                                |                                       | | Livemitschnitt als Youtube Compilation siehe Weblinks |
| 14. Oktober 1978   | AC/DC                                                         | Powerage                              | | |
| 17. Oktober 1978   | Black Sabbath                                                 | Never say die                         | Van Halen                                                                                            | |
| 21. Oktober 1978   | The Moody Blues                                               |                                       | | |
| 28. Oktober 1978   | Barclay James Harvest                                         | XII                                   | | |
| 23. November 1978  | Ian Dury & the Blockheads                                     |                                       | | |
| 2. Dezember 1978   | Parliament                                                    |                                       | | |
| 1978 1979          | Boney M, Dr. Hook, Kid Creole & the Coconuts, Kool & the Gang |                                       | | |
| 15. Januar 1979    | Uriah Heep                                                    | Fallen Angel                          | | |
| 20. Januar 1979    | Eberhard Schoener                                             | Laser 79                              | The Police                                                                                           | |
| 26. Januar 1979    | Status Quo                                                    | If You Can't Stand the Heat Tour      | | |
| 02. Februar 1979   | Udo Lindenberg                                                | Dröhnland-Symphonie                   | | |
| 17. Februar 1979   | Nazareth                                                      | No Mean City                          | Whitesnake                                                                                           | |
| 10. März 1979      | Journey & Pat Travers                                         |                                       | | |
| 17. März 1979      | Roxy Music                                                    |                                       | | |
| 30. März 1979      | Frank Zappa                                                   | European Tour 79                      | | |
| 1. Mai 1979        | Ted Nugent                                                    | Weekend Warriors                      | | |
| 14. Mai 1979       | Aerosmith                                                     |                                       | | |
| 19. Mai 1979       | Thin Lizzy                                                    | Black Rose Tour                       | | |
| 30. Mai 1979       | Dire Straits                                                  | Communique Tour                       | | |
| 15. Juni 1979      | The Tubes                                                     | Remote Control                        | | |
| 24. September 1979 | Rory Gallagher                                                |                                       | | |
| 20. Oktober 1979   | Grobschnitt                                                   |                                       | | |
| 30. Oktober 1979   | Alvin Lee Ten Years Later                                     |                                       | Louisiana Red                                                                                        | |
| 7. November 1979   | REO Speedwagon                                                |                                       | | |
| 13. November 1979  | The Kinks                                                     | Low Budget                            | | |
| 20. November 1979  | UFO                                                           |                                       | | |
| 2. Dezember 1979   | AC/DC                                                         | Highway to hell                       | Judas Priest                                                                                         | letztes Konzert mit Bon Scott |
| 17. Dezember 1979  | Hot Chocolate                                                 |                                       | | |
| 19. Januar 1980    | Blue Öyster Cult                                              |                                       | Shakin Street                                                                                        | |
| 6. Februar 1980    | Rainbow                                                       |                                       | | |
| 17.02.1980         | McGuinn & Hillman                                             |                                       | Lee Clayton                                                                                          | |
| 20. Februar 1980   | Barclay James Harvest                                         | Eyes of the Universe                  | | |
| 21. Februar 1980   | Barclay James Harvest                                         | Eyes of the Universe                  | | |
| 4. März 1980       | April Wine & Motörhead                                        | Harder … Faster/Bomber                | | |
| 15. März 1980      | Wishbone Ash                                                  | Just Testing                          | | |
| 21. März 1980      | Nazareth                                                      | Malice In Wonderland                  | | |
| 22. März 1980      | Status Quo                                                    |                                       | | |
| 20. April 1980     | Uriah Heep                                                    | Conquest                              | Carlsberg                                                                                            | |
| 27. April 1980     | Scorpions                                                     | Animal Magnetism                      | | |
| 28. April 1980     | Sammy Hagar                                                   | Lous and Clear                        | Riot                                                                                                 | |
| ??. Mai 1980       | Johnny Guitar Watson                                          |                                       | | |
| 5. Juni 1980       | Saga                                                          | Images at Twilight                    | STYX                                                                                                 | [ 1 ] |
| 6. Juni 1980       | Black Sabbath                                                 | Heaven and Hell                       | Shakin Street                                                                                        | Neuer Sänger: Ronnie James Dio |
| 8. Juni 1980       | Van Halen                                                     | World Invasion Tour                   | | |
| 15. Juni 1980      | The J. Geils Band                                             | Love Stinks                           | | |
| 26. Juni 1980      | Frank Zappa                                                   | EEuropean Tour 80                     | | |
| 29. Juni 1980      | Roxy Music                                                    | Flesh + Blood                         | Wire                                                                                                 | |
| 23. August 1980    | The 3rd Golden Summernight Concert                            |                                       | Ted Nugent, Jonny Winter, Molly Hatchet, Saxon, Wishbone Ash, Pat Travers Band, Gillan, Judas Priest | 3. Open Air auf dem Parkplatz und Freigelände der Halle |
| 11. September 1980 | Kiss                                                          |                                       | Iron Maiden                                                                                          | |
| 12. September 1980 | Journey                                                       | Departure Tour                        | | |
| 13. September 1980 | The Police                                                    |                                       | | |
| 27. September 1980 | Udo Lindenberg                                                |                                       | | |
| 30. September 1980 | Nina Hagen                                                    | Unbehagen                             | | |
| 3. Oktober 1980    | Cheap Trick                                                   | All Shook Up Tour                     | | |
| 23. Oktober 1980   | Weather Report                                                |                                       | | |
| 25. November 1980  | The Kinks                                                     | one for the road!                     | Nine Below Zero                                                                                      | |
| 27. November 1980  | The Kinks 1980                                                | Charlie Daniels Band                  | | |
| 26. Januar 1981    | Thin Lizzy                                                    | Chinatown                             | | |
| 16. Februar 1981   | Manfred Mann’s Earth Band                                     | Chance                                | | |
| 17. Februar 1981   | Manfred Mann’s Earth Band                                     | Chance                                | | |
| 19. Februar 1981   | Judas Priest                                                  | World Wide Blitz                      | Saxon                                                                                                | |
| 6. März 1981       | Grobschnitt                                                   |                                       | | |
| 14. März 1981      | Mike Oldfield                                                 | The European Adventure Tour           | | |
| 28. März 1981      | April Wine                                                    | The Nature of the Beast               | Krokus                                                                                               | |
| 13. April 1981     | Status Quo                                                    | Never to late                         | | |
| 22. April 1981     | Whitesnake                                                    | Come an' Get It                       | Slade                                                                                                | |
| 9. Mai 1981        | Dire Straits                                                  |                                       | | |
| 26. Mai 1981       | Ted Nugent                                                    | Scream Dream                          | Mother’s Finest                                                                                      | |
| 6. Oktober 1981    | ZZ Top                                                        |                                       | Rose Tattoo                                                                                          | |
| 12. November 1981  | Rush                                                          |                                       | Girlschool                                                                                           | |
| 25. November 1981  | Little River Band                                             |                                       | | |
| 28. November 1981  | Accept, Def Leppard, Judas Priest                             |                                       | | |
| 1. Dezember 1981   | Motörhead                                                     | Ace of Spades                         | | |
| 1. Februar 1982    | Saga                                                          |                                       | Woolly Wolstenholme’s Maestoso                                                                       | |
| 15. März 1982      | Thin Lizzy                                                    | Renegade                              | | |
| 30. März 1982      | Spliff, Extrabreit, Interzone, Prima Klima                    |                                       | | Levi’s Rock-Festival |
| 24. April 1982     | Iron Maiden                                                   | The Beast on the Road                 | Trust                                                                                                | |
| 21. Mai 1982       | Scorpions                                                     |                                       | Blackfoot                                                                                            | |
| 22. Mai 1982       | Blue Öyster Cult                                              |                                       | Molly Hatchet                                                                                        | |
| 18. Oktober 1982   | Mike Oldfield                                                 | Five Miles Out World Tour             | | |
| 19. Oktober 1982   | Mike Oldfield                                                 | Five Miles Out World Tour             | | |
| 30. Oktober 1982   | Motörhead                                                     | Iron Fist                             | Killer                                                                                               | |
| 13. November 1982  | Rainbow                                                       |                                       | Girlschool                                                                                           | |
| 21. Dezember 1982  | Tom Petty & the Heartbreakers                                 |                                       | | |
| 25. Januar 1983    | Whitesnake                                                    |                                       | Ozzy Osbourne                                                                                        | |
| 10. Februar 1983   | Spliff                                                        |                                       | | |
| 10. März 1983      | Nena, Relax, Hubert Kah, Markus                               |                                       | | Opening Show der Levi’s Rock-Tournee |
| 13. März 1983      | Udo Lindenberg                                                | Odyssee-Tour                          | Gianna Nannini                                                                                       | |
| 15. April 1983     | Saxon                                                         | Power and the Glory                   | No Bros                                                                                              | |
| 23. April 1983     | Thin Lizzy                                                    |                                       | | |
| 5. Mai 1983        | Nazareth                                                      | 2XS Tour                              | | |
| 22. Mai 1983       | Blue Öyster Cult & Molly Hatchet                              |                                       | | |
| 11. Juni 1983      | Mother’s Finest                                               |                                       | | |
| 27. September 1983 | Black Sabbath                                                 |                                       | Diamond Head, Lita Ford                                                                              | |
| 9. Oktober 1983    | The Commodores                                                | Funk-Soul at its best                 | | |
| 8. November 1983   | Stray Cats                                                    |                                       | | [ 3 ] |
| 6. November 1983   | Kiss                                                          |                                       | | [ 4 ] |
| 29. November 1983  | Dio                                                           |                                       | Waysted                                                                                              | |
| 1. Dezember 1983   | Michael Schenker Group                                        |                                       | Iron Maiden                                                                                          | |
| 2. Dezember 1983   | Iron Maiden                                                   | World Piece                           | | |
| 20. Dezember 1983  | Ozzy Osbourne                                                 |                                       | Y&T                                                                                                  | |
| 24. Januar 1984    | Blue Öyster Cult                                              |                                       | | |
| 7. Februar 1984    | Venom                                                         |                                       | Metallica                                                                                            | |
| 14. Februar 1984   | Judas Priest                                                  | Metal Conqueror                       | Ted Nugent                                                                                           | |
| 4. März 1984       | Saxon                                                         | The World Crusade                     | | |
| 16. März 1984      | Whitesnake                                                    |                                       | Headpins                                                                                             | |
| 18. März 1984      | Udo Lindenberg                                                | Götterhämmerung                       | | |
| 26. März 1984      | Gary Moore                                                    |                                       | | Solo Tour, u.A. mit Ian Paice |
| 4. April 1984      | Nena                                                          |                                       | | |
| 19. August 1984    | Mike Oldfield                                                 | Discovery Tour                        | | |
| 19. Oktober 1984   | KISS                                                          |                                       | Bon Jovi                                                                                             | |
| 26. Oktober 1984   | Dio                                                           |                                       | Queensryche                                                                                          | |
| 28. Oktober 1984   | Scorpions                                                     |                                       | Joan Jett and the Blackhearts                                                                        | |
| 3. November 1984   | Spliff                                                        |                                       | | [ 6 ] |
| 9. November 1984   | Iron Maiden                                                   | World Slavery Tour                    | Mötley Crüe                                                                                          | |
| 2. Dezember 1984   | Metallica                                                     | Bang That Head That Doesn't Bang Tour | Tank                                                                                                 | |
| 30. Dezember 1984  | Christmas Metal Meeting                                       | No Remorse                            | Motörhead, Mercyful Fate, Girlschool, Helix, Talon                                                   | |
| 2. März 1985       | Nazareth                                                      |                                       | | |
| 14. Mai 1985       | Lee Aaron                                                     |                                       | Krokus                                                                                               | |
| 8. Oktober 1985    | Saxon                                                         | Innocence Is No Excuse                | Pretty Maids                                                                                         | |
| 19. Oktober 1985   | Venom                                                         |                                       | Exodus                                                                                               | |
| 21. November 1985  | Gary Moore                                                    | Run for Cover                         | Mama’s Boys                                                                                          | |
| 26. Januar 1986    | Mötley Crüe                                                   |                                       | Running Wild                                                                                         | |
| 6. Februar 1986    | AC/DC                                                         |                                       | Fastway                                                                                              | |
| 21. Februar 1986   | Blue Öyster Cult                                              |                                       | Tokyo Blade                                                                                          | |
| 26. Februar 1986   | Saga                                                          |                                       | | |
| 13. März 1986      | Accept                                                        |                                       | Dokken                                                                                               | |
| 20. April 1986     | Manfred Mann’s Earth Band                                     | Criminal Tango                        | | |
| 30. April 1986     | Dio                                                           |                                       | Keel                                                                                                 | |
| 17. Mai 1986       | BAP                                                           | ahl Männer, aalglatt                  | | |
| 16. Oktober 1986   | Metallica                                                     | Damage Inc. Tour                      | | |
| 19. Oktober 1986   | Metallica                                                     |                                       | Anthrax                                                                                              | |
| 29. Oktober 1986   | Status Quo                                                    | In the army now                       | Waysted                                                                                              | |
| 8. November 1986   | Nazareth                                                      |                                       | | |
| 9. Dezember 1986   | Motörhead                                                     | Orgasmatron                           | | |
| 11. Dezember 1986  | Iron Maiden                                                   | Somewhere on Tour                     | W.A.S.P.                                                                                             | |
| 31. Januar 1987    | Metallica                                                     | Damage Inc. Tour                      | Metal Church                                                                                         | |
| 12. Februar 1987   | Anthrax                                                       |                                       | Crimson Glory, Celtic Frost                                                                          | [ 7 ] |
| 25. April 1987     | Slayer                                                        | Reign in Pain European Tour           | | |
| 1987               | Tom Petty & the Heartbreakers                                 |                                       | none                                                                                                 | |
| 3. April 1988      | Meat Loaf                                                     | Lost Boys and Golden Girls            | | |
| 21. Mai 1988       | Megadeth, Testament, Sanctuary, Nuclear Assault               |                                       | | |

Bis zur Schließung der Halle 1988 traten dort unter anderem auf: Manfred Mann’s Earth Band, Venom, Johnny Winter, Metallica, AC/DC, Frank Zappa, Udo Lindenberg, BAP, Nena, Black Sabbath, Dio, Scorpions, Iron Maiden, Kiss, Motörhead, The Police, Van Halen, Uriah Heep, Dire Straits, Anthrax, Slayer, Megadeth, Tom Petty und viele mehr (siehe Liste).

## Nachnutzung
Nach der Konzertzeit wurde die Halle als Tennishalle genutzt; seit 2008 befindet sich dort ein Lager für Friseurbedarf. Wirtschaftlich vital überlebt hat in die Gegenwart nur das benachbarte Hotel Selau mit angeschlossenem Restaurant.